# Beszélt nyelv
A beszélt nyelv az emberi nyelv két alapvető létezési formájának egyike. Legnyilvánvalóbb elhatároló sajátossága az írotthoz képest az, hogy elsődlegesen hangzó (vagy jelelt) formában valósul meg. A két forma közül mind filogenetikailag, mind ontogenetikailag a beszélt nyelv az elsődleges. Sok nyelvnek ma sincs írásbelisége, így ezek csak beszélt formában léteznek. Mint nyelvváltozat a beszélt nyelv egy sajátos regiszter, amely belülről nagyon tagolt, azaz számtalan részregiszterből áll. A beszélt nyelv történetileg megelőzi az írott nyelvet.
Az írott nyelv mint az irodalom közvetítő közege évszázadokon keresztül kiváltságos helyzetben volt, és a nyelvi tökéletesség követendő példája lett. Ezzel szemben a mindennapi beszélt nyelvvel nem törődtek, nem tartották tanulmányozásra érdemesnek, csak a gondosság és a szervezettség hiányát, a rendhagyóságot látták benne. A 19. század folyamán szórványosan voltak ugyan bírálói ennek az álláspontnak, de igazán alternatív megközelítés csak a 20. században terjedt el. Az új iskola azzal érvelt, hogy a beszéd sok ezer évvel megelőzi az írást; hogy magától kialakul a gyermekekben (míg az írást mesterségesen kell tanítani); s hogy az írásrendszerek másodlagosak, legtöbbször a beszédhangokra épülnek.
Az emberek iskolai tanulmányaik során az alapiskolától kezdve a tananyag keretében szinte kizárólag az írott nyelvvel találkoznak, ezért az írott nyelv jellegzetességeit mindenki sokkal jobban ismeri, mint a beszélt nyelvet. Sőt a legtöbb ember a beszélt nyelvről valószínűleg úgy gondolkodik, mint az írott nyelvtől sajnálatos módon eltérő, tökéletlen nyelvváltozatról. Mivel ez a kép teljesen hamis, alapvetően fontos, hogy a felsőoktatási intézmények magyar és idegen nyelv szakos hallgatói, továbbá a szociolingvisztikai kutatások terepmunkásai és lejegyzői a terepmunka megkezdése előtt olyannak ismerjék meg a beszélt nyelvet, mint amilyen az valójában.

## A beszélt nyelv jellemzői

### A beszélt nyelv fő tulajdonságai Lanstyák István írása alapján
Lanstyák István a beszélt nyelvnek 3 fő tulajdonságát, valamint három további másodlagos tulajdonságát emeli ki A magyar beszélt nyelv sajátosságai c. könyvében.

#### Megjelenési forma
Mint ahogy azt neve is mutatja, a beszélt nyelv legnyilvánvalóbb elhatároló sajátossága az írotthoz képest az, hogy főképp hangzó formában valósul meg. Noha az írott nyelvi szövegeket hangzó formában is meg lehet valósítani, ezt azonban csak másodlagos megvalósulásnak nevezzük, mivel ez a korábban leírták reprodukálása vagy hangosítása.

#### Spontaneitás
A beszélt nyelvben a spontaneitás voltaképp azt jelenti, hogy a beszéd az esetek többségében előkészítés nélkül történik, azaz a mondanivalón való gondolkodás, az ún. konceptuális tervezés, a gondolatok megfogalmazása, valamint az artikuláció nagyjából egy időben vagy csak pillanatnyi időeltolódással zajlik.

#### Kötetlenség
A beszélt nyelvben a kötetlenség abban nyilvánul meg, hogy a beszélő a beszédtevékenység során nem támaszkodik korábban leírt vagy hallott szövegekre, vagyis a beszélt nyelv szövegfüggetlen szövegalkotás révén jön létre.

#### Egyéb tulajdonságok
Az említett három alapvető tulajdonságán kívül további három tulajdonságát említi még Lanstyák István a beszélt nyelvnek. Nem a beszélt nyelvi szövegeknek a szó szorosabb értelmében vett nyelvi tulajdonságairól van szó, hanem a beszélt nyelvnek azokról a külső jellemzőiről, amelyek segítenek megmagyarázni, hogy a beszélt nyelv miért valósul meg olyan nyelvi formában, amilyenben.
- a spontán, kötetlen beszéd nemcsak előkészítetlen, hanem időhöz kötött, múlékony, továbbá egyszeri is (erre utal a „szó elszáll, az írás megmarad” szólás) és visszavonhatatlan, meg nem másítható. Bár korrekcióra van ugyan lehetőség, az elhangzottak azonban nem tehetők el nem hangzottá.
- a spontán, kötetlen beszéd fontos jellemzője, hogy bizonyos beszédhelyzetbe ágyazott. Ez azt jelenti, hogy a beszélő – főleg a szemtől szembe történő, közvetlen diskurzus esetében – nagymértékben támaszkodik a beszédhelyzetre, s ebből következően mondandójának számos részletét nem fejezi ki verbálisan. Az ilyen beszédet, szövegalkotást akár beszédhelyzetfüggő szövegalkotásnak is nevezhetnénk.
- a spontán, kötetlen beszéd során nemcsak számos, a beszédhelyzetből adódó tartalmi mozzanat marad verbális kifejezés nélkül, hanem mindazok a tartalmi mozzanatok is, amelyek a) szupraszegmentális eszközökkel kifejezhetők (hangszínnel, hangerővel, hanglejtéssel stb.), valamint azok is, amelyekre a beszélő; b) testbeszéde, gesztusai és mimikája utalnak. Azt mondhatjuk tehát, hogy a szóbeli közlésnek a verbális összetevőn kívül van két további összetevője is, olyanok, amelyek az írásban közvetlenül nem tükrözhetők.

### A beszélt nyelv tulajdonságai Hockett és Altman kutatásai alapján
C. Hockett és S. Altman 1968-ban közreadott kutatási eredményeit a kommunikáció fizikai aspektusaira alapozták.
1. Vokális-auditív csatorna – a jel kibocsátója hangképző szerveivel képzi az üzenetet, amelyet a címzett hallószerveivel észlel.
2. Minden irányú kibocsátás és lokalizált, egyirányú vétel – a jelet a feladó minden irányba adja, a címzett, a vevő pedig lokalizálni tudja azt az irány, amelyből a jel jön.
3. Gyors "fading" (átmeneti jelleg) – a közvetítő közeg fizikai tulajdonságai miatt a jel gyorsan elenyészik.
4. Váltott jelleg – az egyedek feladói és vevői is lehetnek az üzenetnek.
5. Totális feedback (visszacsatolás) – a feladó maga is hallja a jeleit.
6. Specializálódás – a kommunikációs rendszer oly mértékben specializálódott, hogy más (például fiziológiai) funkcióra nem szolgál.
7. Szemantikai jelleg – a nyelvi jelek funkciója az, hogy egy közösség életét szervezzék és rendezzék, minthogy asszociatív kapcsolatot képeznek a jelölők és a jelöltek, azaz a világ jelenségei között. Tehát bizonyos lingvisztikai formáknak jelentése van.
8. Önkényesség – nincs szükségszerû fizikai kapcsolat a jel és a jelzett között.
9. Nem folytonos, diszkrét jelleg – a jelzőrendszer tovább osztható ismétlődő egységekre, például az emberi nyelvben hangokra, szavakra, mondatokra.
10. Eltolódás – a jelzett időben és térben nincs szükségszerűen jelen.
11. Nyitottság (produktivitás) – lehetséges újabb és újabb üzeneteket küldeni a rendszeren.
12. Tradicionális transzmisszió – a kommunikációs rendszert olyanoktól tanulják, akik azt már korábban elsajátították.
13. Kettős tagolódás – minden nyelvben van egy önkényes, de stabil, jelentéssel nem bíró jelelemek szerinti elrendeződés is, amelyben ezek az elemek minimális jelentéssel bíró egységekként foglalnak helyet. A kettős artikulációt a legtöbb nyelvész gyakran úgy emeli ki, mint az emberi nyelv alapvető, sőt egyetlen megkülönböztető vonását. Ezt mindenekelőtt A. MARTINET nevével kötik össze, aki az artikulációt strukturáltságként értelmezi. A nyelvben a kettős artikuláltság azt jelenti, hogy két egységtípus alapján történik a szerkesztés. Az első artikuláció szintjén az üzenetet jelentéssel bíró egységekbe szerkesztjük. Ezek az egységek nyelvi jelek, amelyek a jelölőből és a jelöltből állnak. Az első artikulációs szint minimális egységét monémának nevezzük (aminek az amerikai lingvisztikai terminológiában a morféma felel meg). Az angol inactive például három monémából áll (in-act-ive). A második artikuláció szintjén a monémákat alkotó fonetikai jelölők jelentéssel nem bíró, de megkülönböztethető egységekre, a fonémákra bonthatók (írott nyelvi megfelelőik a grafémák). Ezek egyetlen funkciója, hogy a monémákat megkülönböztethessük. Ezt a szerkezetet (artikulációt) a fonológiai rendszer törvényei szabják meg.
14. Kétértelmûség – a beszélők hamis vagy akár jelentéssel nem bíró közléseket is tehetnek.
15. Reflexivitás – a nyelvben a beszélők arról a rendszerről is kommunikálhatnak, amelyben kommunikálnak (azaz az emberek beszélhetnek magáról a nyelvről).
16. Megtanulható jelleg – az, aki egy nyelvet beszél, az emberi nyelv széles skáláján haladva, képes megtanulni különböző nyelveket.